# Vodivostně-odporové hydraulické parametry hornin
Vodivostně-odporové hydraulické parametry hornin vyjadřují kvantitativně schopnost hornin nebo horninových těles propouštět tekutiny, resp. klást hydraulický odpor proudící tekutině. Pro charakteristiku hydraulických parametrů hornin, horninových těles a geohydrodynamických systémů se v praxi používá několik soustav hydraulických parametrů:
- při studiu tzv. prostých podzemních vod, které bývá povětšinou zaměřeno na otázky využití zdrojů podzemních vod pro vodovodní zásobení, hydrotechnických problémů, otázky stavební geologie, se běžně používá soustavy speciálních hydraulických parametrů, které charakterizují filtraci a pohyb podzemní vody o určité hodnotě kinematické viskozity odpovídající podmínkám nehluboko uložených kolektorů;
- při studiu pohybu podzemních vod o zvýšené teplotě, mineralizaci, studiu ložisek ropy či plynu a v neposlední řadě při řešení otázek znečištění podzemních vod je nutno použít obecné soustavy hydraulických parametrů použitelné nezávisle na druhu a vlastnostech kolektorové tekutiny.

Příklad speciálních a obecných parametrů je uveden ve vedlejší tabulce.
Obecně dělíme vodivostně-odporové hydraulické parametry hornin na:
1. charakteristiky propustnosti
2. charakteristiky hydraulického odporu
3. charakteristiky průtočnosti

## Charakteristiky propustnosti

### Koeficient propustnosti
(coefficient of permeability, intrinsic permeability)
Míra propustnosti pórového prostředí. Číselně se rovná hmotnostnímu průtoku Qp kapaliny s jednotkovou kinematickou viskozitou η, který propouští pórové prostředí přes jednotkovou filtrační plochu A při jednotkovém tlakovém gradientu
působícím kolmo na filtrační plochu, tj.:
kde
Q 	- objemový průtok
ρ 	- hustota tekutiny
p 	- hydrostatický tlak
γ 	- měrná váha tekutiny
z 	- polohová výška
r 	- délka dráhy filtrace měřená kolmo na filtrační plochu A.
Má rozměr plochy a vyjadřuje se v m2. Dříve se vyjadřoval v jednotkách darcy. Jednotky Darcy (D, popř. milidarcy mD) jsou doposud používány v oboru ložiskového inženýrství (těžba uhlovodíků, skladování uhlovodíků). Koeficient propustnosti je v ideálním případě geometrickou konstantou prostředí nezávislou na fyzikálních vlastnostech tekutiny. Ve skutečnosti je však konstantní pouze pro stabilní a inertní prostředí s dostatečně velkými póry (při proudění kapalin jej ovlivňují rozdíly v polárních vlastnostech, adsorpce, smáčivosti aj., v případě proudění plynů Klinkenbergův efekt). V teoretické hydraulice se chápe jako funkce geometrie pórovitého prostředí podle vztahu (Nutting, 1930):
kde
de 	- efektivní průměr zrna
m 	- otevřená pórovitost
E 	- ukazatel struktury a tvaru pórů.
Pro f1(m) se udává nejčastěji vztah
hodnota f2(E) se udává v rozpětí 1/100 až 1/220, často okolo 1/160. Součin f1(m) . f2(m) se označuje jako Slichterovo číslo Sl(m,E).

### Koeficient filtrace
(hydraulic conductivity, coefficient of hydraulic conductivity, coefficient of permeability).
Koeficient filtrace se číselně rovná filtrační rychlosti při jednotkovém hydraulickém gradientu. Má rozměr rychlosti a vyjadřuje se v m/s (porovnej s hydraulickou konduktivitou). Představuje směrnici lineární závislosti rychlosti proudění na hydraulickém gradientu v Darcyho zákoně:
Je mírou propustnosti pórového prostředí pro vodu s danou kinematickou viskozitou. Zevšeobecněním koeficientu filtrace v anizotropní vrstvě je tensor propustnosti – koeficient propustnosti. Vazba mezi koeficientem filtrace a koeficientem propustnosti K je dána vztahem:
respektive:
ν	- kinematická viskozita {\displaystyle \nu ={\frac {\eta }{\sigma }}}
η 	- dynamická viskozita,
ρ 	- hustota
g	- gravitační zrychlení
K	- koeficient propustnosti
k	- koeficient filtrace
γ 	- měrná váha vody.
Pro čistou vodu při teplotě 20 °C platí přibližně vztah:
kde
k = m/s
K = m2

### Hydraulická konduktivita
(hydraulic conductivity)
Schopnost pórového prostředí propouštět kapalinu s určitými vlastnostmi účinkem hydraulického gradientu. Mírou hydraulické konduktivity pro vodu v nasyceném prostředí je koeficient filtrace, který se proto v zahraničí označuje také jako hydraulická konduktivita (Richards, 1952), resp. jako koeficient hydraulické konduktivity.

### Koeficient kapilární konduktivity
(capillary conductivity, coefficient of capillary conductivity)
Míra propustnosti nenasyceného pórového prostředí pro vodu, která se pohybuje vlivem gradientu celkového potenciálu půdní vlhkosti. Číselně se rovná rychlosti pohybu půdní vlhkosti při jednotkovém gradientu celkového potenciálu půdní vlhkosti. Závisí na koeficientu propustnosti a vlhkosti. Vyjadřuje se v m/s

## Charakteristiky hydraulického odporu

### Koeficient netěsnosti
(leakage coefficient, specific leakage, leakance)
Míra schopnosti poloizolátoru ležícího mezi dvěma zvodněmi propouštět vodu účinkem rozdílu v piezometrickém napětí těchto zvodní. Definuje se jako podíl koeficientu filtrace poloizolátoru ve směru přetékání (pro vertikální přetékání – vertikální složky koeficientu filtrace poloizolátoru) a mocnosti poloizolátoru. Má rozměr reciprokého času a vyjadřuje se v s−1. Převrácenou hodnotou koeficientu netěsnosti je koeficient hydraulické rezistence poloizolátoru.

### Koeficient hydraulické rezistence poloizolátoru
(coefficient of hydraulic resistance of semipermeable bed)
Míra hydraulického odporu poloizolátoru při přetékání podzemní vody. Definuje se jako podíl
kde
khr	- koeficient hydraulické rezistence poloizolátoru
kfp 	- složka koeficientu filtrace poloizolátoru ve směru přetékání (zpravidla se uvažuje ve vertikálním	směru)
m 	- mocnost poloizolátoru
Má rozměr času a vyjadřuje se v sekundách

### Faktor těsnosti
(leakage factor)
Převrácená hodnota charakteristiky potenciálního efektu netěsnosti v systému poloizolátor – zvodněnec (nevhodně se označuje jako faktor netěsnosti). Pro přetékání přes jediný poloizolátor je faktor těsnosti B definovaný jako odmocnina součinu koeficientu průtočnosti T zvodněnce a koeficientu hydraulické rezistence poloizolátoru khr = m/kfp, tj.
kde
khr	- koeficient hydraulické rezistence poloizolátoru
kfp 	- vertikální složka koeficientu filtrace poloizolátoru,
m 	- mocnost poloizolátoru.
Faktor těsnosti má rozměr délky a vyjadřuje se v metrech.

## Charakteristiky průtočnosti

### Koeficient průtočnosti
(coefficient of transmissivity)
Míra schopnosti zvodněného kolektoru určité mocnosti propouštět vodu s danou kinematickou viskozitou účinkem piezometrického gradientu. Je číselně roven objemovému průtoku vody o dané kinematické viskozitě průtočným průřezem o jednotkové šířce a o výšce rovné mocnosti zvodněného kolektoru při jednotkovém piezometrickém gradientu. Definoval ho Theis (1935) pro homogenní zvodněný kolektor jako součin koeficientu filtrace k a zvodněné mocnosti m:
Má rozměr plochy dělené časem Vyjadřuje se v m2/s. Pro zvodněný kolektor s koeficientem filtrace k o mocnosti m a polohové výšce báze kolektoru zb měnícím se s výškou z je definován jako:
Původní nesprávné označení jako koeficient transmisibility, později opraveném na koeficient transmisivity, u nás označován také jako transmissivita.
Koeficient průtočnosti (koeficient transmissivity, transmisivita) je základním hydraulickým parametrem v hydrogeologických výpočtech.

### Koeficient absolutní průtočnosti
(coefficient of intrinsic transmissivity, coefficient of absolute transmissivity)
Míra absolutní průtočnosti – tedy míra schopnosti kolektoru o určité mocnosti propouštět tekutinu účinkem tlakového gradientu; pro vodorovně uložený kolektor o mocnosti m, koeficientu propustnosti K a polohové výšce báze kolektoru zb je definován jako:
Pro homogenní vrstevní kolektor je vyjádřen jako součin koeficientu propustnosti K a mocnosti kolektoru m. V jednotkách SI se vyjadřuje v m3.
kde
Ta	- koeficient absolutní průtočnosti (m3)
K	- koeficient propustnosti (m2)
m	- mocnost kolektoru (m)